# Otocryptis nigristigma
Espèce
Otocryptis nigristigma est une espèce de sauriens de la famille des Agamidae.

## Répartition
Cette espèce est endémique du Sri Lanka. 

## Publication originale
- Bahir & Silva, 2005. Otocryptis nigristigma, a new species of agamid lizard from Sri Lanka. The Raffles Bulletin Of Zoology, Supplement no 12, p. 393-406 (texte intégral).